# 윌리엄 잭슨 후커

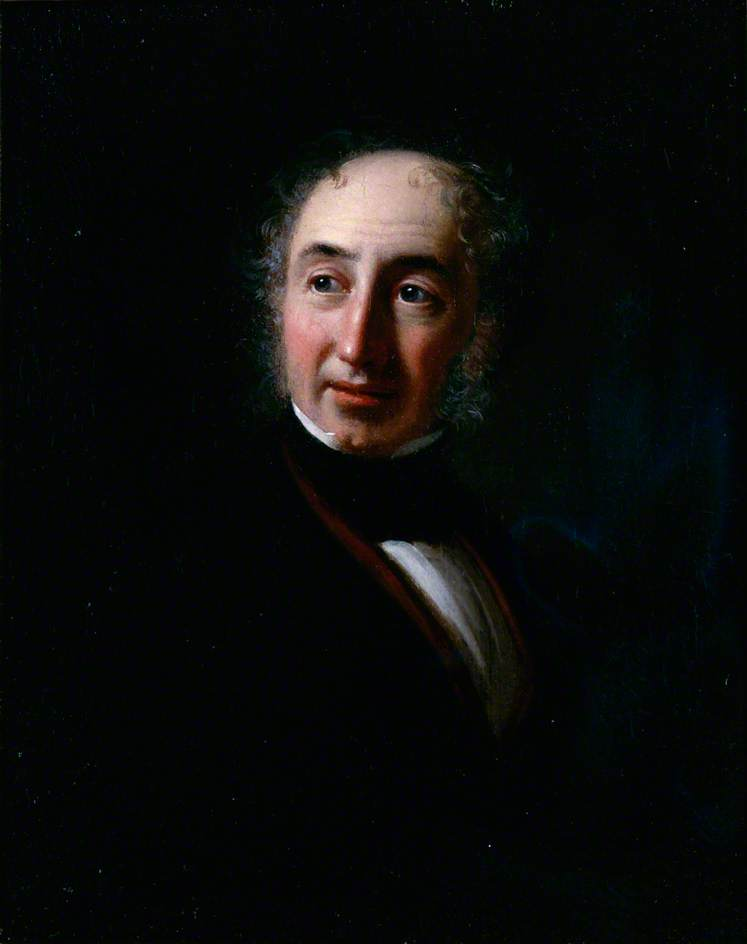
초상화

윌리엄 잭슨 후커(William Jackson Hooker, KH FRS FRSE FLS DCL, 1785년 7월 6일 – 1865년 8월 12일)은 영국의 식물학자이자 식물 삽화가였으며, 1841년 식물원으로 국가 소유로 지정되도록 권장되었을 때 큐 왕립식물원의 첫 번째 이사가 되었다. 큐에서 그는 식물표본관을 설립하고 정원과 수목원을 확장했다. 표준 작성자 약어 "Hook"이다. 식물명을 인용할 때 이 사람을 저자로 표시하기 위해 사용된다.
후커는 노리치에서 태어나 교육을 받았다. 유산은 그에게 여행을 하고 박물학, 특히 식물학 연구에 전념할 수 있는 수단을 제공했다. 그는 1809년 아이슬란드 탐험에 대한 기록을 출판했지만, 그의 기록과 표본은 집으로 항해하는 동안 파괴되었다. 그는 1815년 노퍽주 은행가 도슨 터너(Dawson Turner)의 큰 딸인 마리아와 결혼한 후 11년 동안 헤일스워스(Halesworth)에 살았으며, 그곳에서 당시 식물학자들에게 명성을 얻었던 허바륨을 설립했다.
글래스고 대학교에서 식물학의 왕실 교수직을 역임하면서 식물학자이자 석판화가인 토머스 홉커크(Thomas Hopkirk)와 함께 작업했으며 조지프 뱅크스의 연구, 수집 및 조직 작업에 대해 지지적인 우정을 누렸다. 1841년에 그는 윌리엄 타운센드 아이튼(William Townsend Aiton)의 뒤를 이어 큐 왕립 식물원의 관장으로 임명되었다. 그는 큐에 정원을 확장하고, 새로운 온실을 짓고, 수목원과 경제 식물학 박물관을 세웠다. 그의 출판물 중에는 The British Jungermanniae(1816), Flora Scotica(1821), Species Filicum(1846~64) 등이 있다.
1865년 인후 감염으로 인한 합병증으로 사망했으며 큐에 있는 세인트 앤 교회에 묻혔다. 그의 아들인 조지프 돌턴 후커가 그의 뒤를 이어 큐 식물원의 이사가 되었다.